# Marelli (entreprise)
Pour les articles homonymes, voir Marelli.
Marelli, anciennement Magneti Marelli, est une entreprise industrielle Italienne, longtemps filiale de FIAT S.p.A. avant son rachat par le japonais Calsonic Kansei en 2018, qui fabrique des alternateurs, batteries pour tous véhicules automobiles, des bobines, des centrales et des systèmes électroniques d'allumage et d'autres composants dans le domaine des transports. Le siège social de la société holding est situé à Corbetta dans la province de Milan. Magneti Marelli est membre de l'association européenne des équipementiers automobiles, le CLEPA.

## Historique
La création de la société remonte à 1919, sous le nom « F.I.M.M. - Fabbrica italiana Magneti Marelli », fruit d'une coentreprise entre FIAT et la société Ercole Marelli, un constructeur de matériel électrique, dont la première usine était implantée à Sesto San Giovanni, aux portes de Milan.
Après des débuts entièrement consacrés aux composants pour voitures, ses activités se diversifient au niveau de l'implantation géographique avec une internationalisation importante : ouverture de sites à Paris, Londres et Bruxelles, mais aussi dans l'éventail des fabrications avec la fabrication des points d'éclairage et de klaxons, mais également avec la fabrication d'appareils radio et TV avec la création des sociétés RadioMarelli et FIVRE (Fabbrica Italiana Valvole Radio Elettriche).
Lors de la Seconde Guerre mondiale, les fréquents bombardements des sites industriels les plus importants de la société créent une période de crise de laquelle Magneti Marelli réussit à sortir rapidement. Dès 1967, son capital est entièrement racheté par le groupe FIAT S.p.A..
La société, devenue une vraie holding industrielle, poursuit sa politique de croissance et absorbe bon nombre d'entreprises de tous pays et spécialités comme : 
- l'éclairage avec Automotive Lighting qui regroupe les italiens Carello et SIEM et Seima, l'allemand Robert Bosch Lighting et le brésilien Cofap,
- les carburateurs et allumage électronique avec l'italien Weber, les français Jaeger et Solex et le brésilien Cofap,
- les tableaux de bord avec l'italien Veglia Borletti,
- les composants avec l'italien Gilardini
- les rétroviseurs avec l'italien Vitaloni et le brésilien Cofap,
- les roulements à billes avec l'italien RIV et le brésilien Cofap.
- les matières plastiques avec Ergom Automotive, groupe italien qui possède vingt-cinq sites de production dans le monde et emploie 4 000 salariés.

En avril 2018, FIAT Chrysler Automobiles (FCA) annonce vouloir introduire en bourse sa filiale Magneti-Marelli, un des principaux équipementiers automobiles européens. L'opération devait avoir lieu fin 2018 ou début 2019. Mais le 22 octobre 2018, FCA annonce la conclusion d’un accord pour vendre Magneti Marelli au japonais Calsonic Kansei, contrôlé depuis 2017 par KKR, l’un des plus grands fonds d’investissement américains. Magneti-Marelli est cédé à Calsonic Kansei (KKR) le 22 octobre 2018, pour la somme de 6,2 milliards d'euros, et change de nom pour devenir Marelli. C'est KKR qui serait à l'origine de la décision, prise en octobre 2023, de délocaliser deux usines depuis la France vers la Slovaquie,.

## Sites de production
Les usines Magneti Marelli sont implantées dans chaque partie du monde, partout où les constructeurs automobiles sont installés : Italie, France, Espagne, Grande-Bretagne, Allemagne, Mexique, Pologne, Russie, République Tchèque, Turquie, Brésil, Argentine, Chine, Inde, Maroc...

### Sites de production en France
- Argentan : fabrication de corps papillons essence et Diesel pour Fiat-Chrysler et Volkswagen[8]. La fermeture du site, délocalisé en Slovaquie, est annoncée en octobre 2023.
- Châtellerault : fabrication de systèmes multimédias intégrés pour Fiat-Chrysler et PSA[9].
- Saint Julien du Sault (usine Automotive Lighting) : fabrication de feux arrière. Sa fermeture est elle aussi annoncée en octobre 2023.

## Common rail et multijet
En collaboration avec le Centro Ricerche Fiat et Elasis, Magneti Marelli a mis au point le système common rail d'injection directe à haute pression pour moteur Diesel. De plus, il a inventé et commercialise depuis 2006 le système de dernière génération, le moteur JTD Multijet[réf. nécessaire].

## Sports mécaniques
Magneti Marelli est un important fournisseur de composants et de systèmes électroniques pour les principaux championnats internationaux comme la Formule 1, le MotoGP, le WRC, et bien d'autres. En  Formule 1, il est ou a été le sponsor technique d'écuries comme Ferrari, Toyota, Renault F1 Team, ou Red Bull, ainsi que fabricant du KERS (Kinetic Energy Recuperation System) chez Renault F1 Team.